# Torneo Apertura 2019 Segunda División (Guatemala)

## Sistema de competición
El Torneo Apertura 2019 será la edición de la Segunda División que dé inicio a la temporada 2019-20 de la segunda máxima categoría de ascenso en Guatemala. Contará con la participación de 40 equipos.
Veinte equipos de diferentes partes del país son divididos en cinco grupos de 8 equipos cada uno, quienes se enfrenta en un formato de visita recíproca utilizando el sistema de puntos del fútbol internacional: 3 puntos por victoria, 1 punto por empate y 0 puntos por derrota.
Al final de los enfrentamientos regulares, los dieciséis mejores equipos de la tabla acumulada (una combinación de resultados de todos los grupos) se enfrentan en la fase final, en donde equipos de ambos grupos se enfrentan entre sí, de la siguiente manera:
- 1° vs. 16°
- 2° vs. 15°
- 3° vs. 14°
- 4° vs. 13°
- 5° vs. 12°
- 6° vs. 11°
- 7° vs. 10°
- 8° vs. 9°

## Equipos participantes

### Cambios en los equipos
| Pos. | Descendidos a la Segunda División 2019-20 |
| ---- | ----------------------------------------- |
| 18°  | Jocotán FC                                |
| 19°  | Universidad SC                            |
| 20°  | Rosario                                   |

| Pos. | Ascendidos a la Segunda División 2019-20 |
| ---- | ---------------------------------------- |
| 1°   | Agua Blanca                              |
| 2°   | Barberena                                |
| 3°   | Manatí                                   |
| 4°   | Jícaro                                   |

| Pos. | Ascendidos a la Primera División 2019-20 |
| ---- | ---------------------------------------- |
| 1°   | Xinabajul-Huehue                         |
| 2°   | Capitalinos                              |
| 3°   | Catocha                                  |

| Pos. | Descendidos a la Tercera División 2019-20 |
| ---- | ----------------------------------------- |
| 37°  | Villa Nueva                               |
| 38°  | San Antonio                               |
| 39°  | Quiriguá                                  |
| 40°  | Juventud Escuintleca                      |

| Grupo A                | Grupo A                                | Grupo B            | Grupo B                            | Grupo C               | Grupo C                    |
| Equipo                 | Ciudad                                 | Equipo             | Ciudad                             | Equipo                | Ciudad                     |
| ---------------------- | -------------------------------------- | ------------------ | ---------------------------------- | --------------------- | -------------------------- |
| Jícaro                 | El Jícaro, El Progreso                 | Agua Blanca        | Agua Blanca, Jutiapa               | Amatitlán             | Amatitlán, Guatemala       |
| La Libertad            | La Libertad, Petén                     | Atlas Esquipulas   | Esquipulas, Chiquimula             | Chiquimulilla         | Chiquimulilla, Santa Rosa  |
| Manatí                 | El Estor, Izabal                       | Barberena          | Barberena, Santa Rosa              | Fraijanes             | Fraijanes, Guatemala       |
| Potros del Tecnológico | Cobán, Alta Verapaz                    | Ipala              | Ipala, Chiquimula                  | Juventud Amatitlaneca | Amatitlán, Guatemala       |
| Rabinal                | Rabinal, Baja Verapaz                  | Jocotán            | Jocotán, Chiquimula                | Juventud Pinulteca    | San José Pinula, Guatemala |
| San Benito             | San Benito, Petén                      | San Jorge          | San Jorge, Zacapa                  | Municipal B           | Ciudad de Guatemala        |
| Santa Cruz AV          | Santa Cruz Verapaz, Alta Verapaz       | Teculután          | Teculután, Zacapa                  | Tellioz               | Ciudad de Guatemala        |
| Sayaxché               | Sayaxché, Petén                        | Zacapa             | Zacapa, Zacapa                     | Universidad SC        | Ciudad de Guatemala        |
| Grupo D                | Grupo D                                | Grupo E            | Grupo E                            |                       |                            |
| Equipo                 | Ciudad                                 | Equipo             | Ciudad                             |                       |                            |
| Champerico             | Champerico, Retalhuleu                 | América de Salcajá | Salcajá, Quetzaltenango            |                       |                            |
| Colomba                | Colomba Costa Cuca, Quetzaltenango     | Ayutla             | Ayutla Tecún Umán, San Marcos      |                       |                            |
| Demopilarense          | La Democracia, Escuintla               | Barillas           | Santa Cruz Barillas, Huehuetenango |                       |                            |
| Gomera Comercio        | La Gomera, Escuintla                   | Coatepecano        | Coatepeque, Quetzaltenango         |                       |                            |
| Juventud Genovense     | Génova, Quetzaltenango                 | Panajachel         | Panajachel, Sololá                 |                       |                            |
| Milpas Altas           | Santa Lucía Milpas Altas, Sacatepéquez | Plataneros         | La Blanca, San Marcos              |                       |                            |
| Puerto San José        | Puerto San José, Escuintla             | San Pedro          | San Pedro La Laguna, Sololá        |                       |                            |
| Tiquisate              | Tiquisate, Escuintla                   | Tacaná             | Tacaná, San Marcos                 |                       |                            |

## Clasificación

### Grupo A
|                                               | Pos. | Equipos                | PJ | PG | PE | PP | GF | GC | Dif. | PTS | Clasificación    |
| --------------------------------------------- | ---- | ---------------------- | -- | -- | -- | -- | -- | -- | ---- | --- | ---------------- |
|                                               | 1º   | Sayaxché               | 14 | 7  | 4  | 3  | 27 | 11 | +16  | 25  | Octavos de final |
|                                               | 2º   | Manatí                 | 14 | 8  | 1  | 5  | 16 | 18 | -2   | 25  | Octavos de final |
|                                               | 3º   | Libertad               | 14 | 6  | 5  | 3  | 17 | 8  | +9   | 23  | Octavos de final |
|                                               | 4º   | Rabinal                | 14 | 7  | 2  | 5  | 20 | 23 | -3   | 23  |                  |
|                                               | 5º   | Jícaro                 | 14 | 6  | 2  | 6  | 26 | 23 | +3   | 20  |                  |
|                                               | 6º   | San Benito             | 14 | 4  | 5  | 5  | 20 | 19 | +1   | 17  |                  |
|                                               | 7º   | Santa Cruz AV          | 14 | 4  | 5  | 5  | 14 | 19 | -5   | 17  |                  |
|                                               | 8º   | Potros del Tecnológico | 14 | 1  | 2  | 11 | 16 | 35 | -19  | 5   |                  |
| Última actualización: 20 de noviembre de 2019 |      |                        |    |    |    |    |    |    |      |     |                  |

### Grupo B
|                                               | Pos. | Equipos          | PJ | PG | PE | PP | GF | GC | Dif. | PTS | Clasificación    |
| --------------------------------------------- | ---- | ---------------- | -- | -- | -- | -- | -- | -- | ---- | --- | ---------------- |
|                                               | 1º   | Ipala            | 14 | 9  | 2  | 3  | 25 | 15 | +10  | 29  | Octavos de final |
|                                               | 2º   | Zacapa           | 14 | 8  | 2  | 4  | 20 | 14 | +6   | 26  | Octavos de final |
|                                               | 3º   | Barberena        | 14 | 7  | 3  | 4  | 33 | 20 | +13  | 24  | Octavos de final |
|                                               | 4º   | Atlas Esquipulas | 14 | 5  | 4  | 5  | 16 | 15 | +1   | 19  |                  |
|                                               | 5º   | Jocotán          | 14 | 5  | 4  | 5  | 22 | 22 | 0    | 19  |                  |
|                                               | 6º   | Agua Blanca      | 14 | 4  | 4  | 6  | 11 | 13 | -2   | 16  |                  |
|                                               | 7º   | San Jorge        | 14 | 3  | 5  | 6  | 18 | 22 | -4   | 14  |                  |
|                                               | 8º   | Teculután        | 14 | 2  | 2  | 10 | 16 | 40 | -24  | 8   |                  |
| Última actualización: 20 de noviembre de 2019 |      |                  |    |    |    |    |    |    |      |     |                  |

### Grupo C
|                                               | Pos. | Equipos               | PJ | PG | PE | PP | GF | GC | Dif. | PTS | Clasificación    |
| --------------------------------------------- | ---- | --------------------- | -- | -- | -- | -- | -- | -- | ---- | --- | ---------------- |
|                                               | 1º   | Tellioz               | 14 | 8  | 4  | 2  | 31 | 13 | +18  | 28  | Octavos de final |
|                                               | 2º   | Municipal B           | 14 | 8  | 1  | 5  | 29 | 19 | +10  | 25  | Octavos de final |
|                                               | 3º   | Juventud Pinulteca    | 14 | 7  | 2  | 5  | 18 | 15 | +3   | 23  | Octavos de final |
|                                               | 4º   | Fraijanes             | 14 | 5  | 5  | 4  | 25 | 20 | +5   | 20  |                  |
|                                               | 5º   | Chiquimulilla         | 14 | 5  | 5  | 4  | 15 | 19 | -4   | 20  |                  |
|                                               | 6º   | Amatitlán             | 14 | 6  | 1  | 7  | 21 | 23 | -2   | 19  |                  |
|                                               | 7º   | Juventud Amatitlaneca | 14 | 2  | 6  | 6  | 13 | 24 | -11  | 12  |                  |
|                                               | 8º   | Universidad SC        | 14 | 2  | 2  | 10 | 9  | 28 | -19  | 8   |                  |
| Última actualización: 20 de noviembre de 2019 |      |                       |    |    |    |    |    |    |      |     |                  |

### Grupo D
|                                               | Pos. | Equipos             | PJ | PG | PE | PP | GF | GC | Dif. | PTS | Clasificación    |
| --------------------------------------------- | ---- | ------------------- | -- | -- | -- | -- | -- | -- | ---- | --- | ---------------- |
|                                               | 1º   | Gomera Comercio     | 14 | 10 | 1  | 3  | 34 | 14 | +20  | 31  | Octavos de final |
|                                               | 2º   | Puerto San José     | 14 | 8  | 3  | 3  | 21 | 14 | +7   | 27  | Octavos de final |
|                                               | 3º   | Deportivo Tiquisate | 14 | 8  | 1  | 5  | 31 | 19 | +12  | 25  | Octavos de final |
|                                               | 4º   | Champerico          | 14 | 6  | 2  | 6  | 23 | 32 | -9   | 20  |                  |
|                                               | 5º   | Milpas Altas        | 14 | 6  | 1  | 7  | 25 | 27 | -2   | 19  |                  |
|                                               | 6º   | Colomba             | 14 | 5  | 3  | 6  | 23 | 21 | +2   | 18  |                  |
|                                               | 7º   | Juvenutd Genovense  | 14 | 5  | 1  | 8  | 17 | 22 | -5   | 16  |                  |
|                                               | 8º   | Demo-Pilarense      | 14 | 2  | 0  | 12 | 23 | 48 | -25  | 6   |                  |
| Última actualización: 20 de noviembre de 2019 |      |                     |    |    |    |    |    |    |      |     |                  |

### Grupo E
|                                               | Pos. | Equipos              | PJ | PG | PE | PP | GF | GC | Dif. | PTS | Clasificación    |
| --------------------------------------------- | ---- | -------------------- | -- | -- | -- | -- | -- | -- | ---- | --- | ---------------- |
|                                               | 1º   | Panajachel           | 14 | 7  | 3  | 4  | 30 | 18 | +12  | 24  | Octavos de final |
|                                               | 2º   | Coatepecano IB       | 14 | 7  | 3  | 4  | 26 | 14 | +12  | 24  | Octavos de final |
|                                               | 3º   | Plataneros La Blanca | 14 | 7  | 2  | 5  | 27 | 17 | +10  | 23  | Octavos de final |
|                                               | 4º   | América Salcajá      | 14 | 7  | 2  | 5  | 21 | 21 | 0    | 23  | Octavos de final |
|                                               | 5º   | Ayutla               | 14 | 6  | 3  | 5  | 30 | 23 | +7   | 21  |                  |
|                                               | 6º   | Tacaná               | 14 | 5  | 3  | 6  | 20 | 27 | -7   | 18  |                  |
|                                               | 7º   | Barillas             | 14 | 3  | 4  | 7  | 16 | 21 | -5   | 13  |                  |
|                                               | 8º   | San Pedro LL         | 14 | 2  | 4  | 8  | 13 | 42 | -29  | 10  |                  |
| Última actualización: 20 de noviembre de 2019 |      |                      |    |    |    |    |    |    |      |     |                  |

## Tabla general
La tabla general determina los enfrentamientos para los octavos de final, independientemente de ubicación geográfica o grupo compartido durante el torneo.
|                                               | Pos. | Equipos                | PJ | PG | PE | PP | GF | GC | Dif. | PTS | Clasificación      |
| --------------------------------------------- | ---- | ---------------------- | -- | -- | -- | -- | -- | -- | ---- | --- | ------------------ |
|                                               | 1°   | Gomera Comercio        | 14 | 10 | 1  | 3  | 34 | 14 | +20  | 31  | Octavos de final   |
|                                               | 2°   | Ipala                  | 14 | 9  | 2  | 3  | 25 | 15 | +10  | 29  | Octavos de final   |
|                                               | 3°   | Tellioz                | 14 | 8  | 4  | 2  | 31 | 13 | +18  | 28  | Octavos de final   |
|                                               | 4°   | Sayaxché               | 14 | 7  | 4  | 3  | 27 | 11 | +16  | 25  | Octavos de final   |
|                                               | 5°   | Puerto San José        | 14 | 8  | 3  | 3  | 21 | 14 | +7   | 27  | Octavos de final   |
|                                               | 6°   | Zacapa                 | 14 | 8  | 2  | 4  | 20 | 14 | +6   | 26  | Octavos de final   |
|                                               | 7°   | Deportivo Tiquisate    | 14 | 8  | 1  | 5  | 31 | 19 | +12  | 25  | Octavos de final   |
|                                               | 8°   | Municipal B            | 14 | 8  | 1  | 5  | 29 | 19 | +10  | 25  | Octavos de final   |
|                                               | 9°   | Manatí                 | 14 | 8  | 1  | 5  | 16 | 18 | -2   | 25  | Octavos de final   |
|                                               | 10°  | Barberena              | 14 | 7  | 3  | 4  | 33 | 20 | +13  | 24  | Octavos de final   |
|                                               | 11°  | Panajachel             | 14 | 7  | 3  | 4  | 30 | 18 | +12  | 24  | Octavos de final   |
|                                               | 12°  | Coatepecano IB         | 14 | 7  | 3  | 4  | 26 | 14 | +12  | 24  | Octavos de final   |
|                                               | 13°  | Plataneros La Blanca   | 14 | 7  | 2  | 5  | 27 | 17 | +10  | 23  | Octavos de final   |
|                                               | 14°  | Libertad               | 14 | 6  | 5  | 3  | 17 | 8  | +9   | 23  | Octavos de final   |
|                                               | 15°  | Juventud Pinulteca     | 14 | 7  | 2  | 5  | 18 | 15 | +3   | 23  | Octavos de final   |
|                                               | 16°  | América Salcajá        | 14 | 7  | 2  | 5  | 21 | 21 | 0    | 23  | Octavos de final   |
|                                               | 17°  | Rabinal                | 14 | 7  | 2  | 5  | 20 | 23 | -3   | 23  |                    |
|                                               | 18°  | Ayutla                 | 14 | 6  | 3  | 5  | 30 | 23 | +7   | 21  |                    |
|                                               | 19°  | Fraijanes              | 14 | 5  | 5  | 4  | 25 | 20 | +5   | 20  |                    |
|                                               | 20°  | Chiquimulilla          | 14 | 5  | 5  | 4  | 15 | 19 | -4   | 20  |                    |
|                                               | 21°  | Amatitlán              | 14 | 6  | 1  | 7  | 21 | 23 | -2   | 19  |                    |
|                                               | 22°  | Champerico             | 14 | 6  | 2  | 6  | 23 | 32 | -9   | 20  |                    |
|                                               | 23°  | Atlas Esquipulas       | 14 | 5  | 4  | 5  | 16 | 15 | +1   | 19  |                    |
|                                               | 24°  | Jícaro                 | 14 | 6  | 2  | 6  | 26 | 23 | +3   | 20  |                    |
|                                               | 25°  | Jocotán                | 14 | 5  | 4  | 5  | 22 | 22 | 0    | 19  |                    |
|                                               | 26°  | Milpas Altas           | 14 | 6  | 1  | 7  | 25 | 27 | -2   | 19  |                    |
|                                               | 27°  | Colomba                | 14 | 5  | 3  | 6  | 23 | 21 | +2   | 18  |                    |
|                                               | 28°  | Tacaná                 | 14 | 5  | 3  | 6  | 20 | 27 | -7   | 18  |                    |
|                                               | 29°  | San Benito             | 14 | 4  | 5  | 5  | 20 | 19 | +1   | 17  |                    |
|                                               | 30°  | Santa Cruz AV          | 14 | 4  | 5  | 5  | 14 | 19 | -5   | 17  |                    |
|                                               | 31°  | Agua Blanca            | 14 | 4  | 4  | 6  | 11 | 13 | -2   | 16  |                    |
|                                               | 32°  | Juvenutd Genovense     | 14 | 5  | 1  | 8  | 17 | 22 | -5   | 16  |                    |
|                                               | 33°  | San Jorge              | 14 | 3  | 5  | 6  | 18 | 22 | -4   | 14  |                    |
|                                               | 34°  | Barillas               | 14 | 3  | 4  | 7  | 16 | 21 | -5   | 13  |                    |
|                                               | 35°  | Juventud Amatitlaneca  | 14 | 2  | 6  | 6  | 13 | 24 | -11  | 12  |                    |
|                                               | 36°  | San Pedro LL           | 14 | 2  | 4  | 8  | 13 | 42 | -29  | 10  |                    |
|                                               | 37°  | Universidad SC         | 14 | 2  | 2  | 10 | 9  | 28 | -19  | 8   | Riesgo de descenso |
|                                               | 38°  | Teculután              | 14 | 2  | 2  | 10 | 16 | 40 | -24  | 8   | Riesgo de descenso |
|                                               | 39°  | Demo-Pilarense         | 14 | 2  | 0  | 12 | 23 | 48 | -25  | 6   | Riesgo de descenso |
|                                               | 40°  | Potros del Tecnológico | 14 | 1  | 2  | 11 | 16 | 35 | -19  | 5   | Riesgo de descenso |
| Última actualización: 20 de noviembre de 2019 |      |                        |    |    |    |    |    |    |      |     |                    |

## Fase final

### Octavos de final
| Fechas                         | Local en la ida      | Global | Local en la vuelta | Ida   | Vuelta |
| ------------------------------ | -------------------- | ------ | ------------------ | ----- | ------ |
| 27 de octubre y 3 de noviembre | América Salcajá      | 3 - 6  | Gomera Comercio    | 3 - 0 | 0 - 6  |
| 27 de octubre y 3 de noviembre | Manatí               | 0 - 6  | Municipal B        | 0 - 3 | 0 - 3  |
| 27 de octubre y 3 de noviembre | Plataneros La Blanca | 3 - 2  | Sayaxché           | 2 - 1 | 1 - 1  |
| 27 de octubre y 3 de noviembre | Coatepecano IB       | 5 - 2  | Puerto San José    | 4 - 1 | 1 - 1  |
| 27 de octubre y 3 de noviembre | Libertad             | 1 - 1* | Tellioz            | 1 - 1 | 0 - 0  |
| 27 de octubre                  | Panajachel           | 0 - 6  | Zacapa             | 0 - 3 | 0 - 3  |
| 27 de octubre y 3 de noviembre | Barberena            | 1 - 2  | Tiquisate          | 1 - 1 | 0 - 1  |
| 27 de octubre y 3 de noviembre | Juventud Pinulteca   | 2 - 3  | Ipala              | 2 - 0 | 0 - 3  |

Panajachel ganó la ida 3-1 pero fue descalificado por insolvencia.

### Cuartos de final
| Fechas               | Local en la ida      | Global    | Local en la vuelta | Ida   | Vuelta |
| -------------------- | -------------------- | --------- | ------------------ | ----- | ------ |
| 10 y 17 de noviembre | Plataneros La Blanca | 6 - 3     | Gomera Comercio    | 2 - 1 | 4 - 2  |
| 10 y 17 de noviembre | Coatepecano IB       | 4 - 4(v)  | Ipala              | 4 - 1 | 0 - 3  |
| 10 y 17 de noviembre | Municipal B          | 2(4)-(5)2 | Tellioz            | 1 - 1 | 1 - 1  |
| 10 y 17 de noviembre | Tiquisate            | 1 - 5     | Zacapa             | 1 - 0 | 0 - 5  |

### Semifinales
Se jugaron a partido único y sede neutral.
| Fechas         | Local en la ida      | Global | Local en la vuelta |
| -------------- | -------------------- | ------ | ------------------ |
| 8 de diciembre | Plataneros La Blanca | 3-3    | Ipala              |
| 8 de diciembre | Tellioz              | 2-3    | Zacapa             |

### Final
| Fechas               | Local en la ida      | Global | Local en la vuelta | Ida   | Vuelta |
| -------------------- | -------------------- | ------ | ------------------ | ----- | ------ |
| 10 y 17 de noviembre | Plataneros La Blanca | 4 - 3  | Tellioz            | 2 - 1 | 2 - 2  |

|                              |
| Campeón Plataneros La Blanca |
| 1° título                    |